# Schönbruch
Schönbruch war eine Gemeinde im Landkreis Bartenstein in Ostpreußen. Der Ort ist seit 1945 in das polnische Szczurkowo (Powiat Bartoszycki in der Woiwodschaft Ermland-Masuren) und das russische Schirokoje (Rajon Prawdinsk in der Oblast Kaliningrad) geteilt.

## Geschichte bis 1945
Schönbruch wurde vor 1349 gegründet. Von 1486 bis 1766 war das Dorf im Besitz der Familie von Tettau, danach der Freiherren zu Eulenburg, später des Freiherrn von Korff und schließlich von 1871 bis 1945 im Besitz der Familie von Bolschwing.
Im Jahre 1911 eröffnete die Bahnstrecke Wehlau–Friedland (Ostpreußen)–Bartenstein, die 1916 bis nach Heilsberg verlängert wurde. Schönbruch erhielt an dieser Bahnlinie eine eigene Bahnstation, die bis 1945  bestand. Deutsche Kriegsgefangene mussten die Schienen als Reparationsleistung an die Sowjetunion abbauen.
1939 war Schönbruch mit 1.139 Einwohnern die fünftgrößte Gemeinde des Landkreises sowie die größte ohne Stadtrecht. Sie gehörte bis 1945 zum Landkreis Bartenstein im Regierungsbezirk Königsberg der preußischen Provinz Ostpreußen. Im Jahre 1945 flohen die Ortseinwohner bzw. mussten den Ort räumen. Die Kriegshandlungen sorgten für Zerstörungen und Beschädigungen in großer Zahl. Seither ist Schönbruch durch die russisch-polnische Grenze in zwei Hälften geteilt.

## Amtsbezirk Schönbruch
Schönbruch war bis 1945 ein eigener Amtsbezirk, der 1874 aus vier Landgemeinden und sieben Gutsbezirken gebildet worden war. Hierzu gehörten (in Klammern die heutigen polnischen bzw. russischen Bezeichnungen):
| - Groß Poninken (Poniki) - Korittken (Korytki) - Pöhlen (Верное - Wernoje) - Rambsen (Ключевое – Kljutschewoje) - Rettauen (Retowy) - Rockeln (Rogielkajmy) | - Schönbruch (Szczurkowo bzw. Широкое – Schirokoje) - Trosienen (Trosiny) - (Adlig) Woduhnkeim und (Köllmisch) Woduhnkeim (Wodukajmy) |

In den 1920er Jahren wurden einige Ortschaften ausgegliedert, andere, wie das Dorf Wicken (heute russisch: Климовка – Klimowka) kamen hinzu. 1938 wurde auch die Gemeinde Juditten (heute polnisch: Judyty) in den Amtsbezirk Schönbruch eingegliedert, der 1945 aus den die gesamten kleinen Ortschaften einschließenden Gemeinden Groß Poninken (polnisch Poniki), Juditten und Schönbruch bestand.
Die Unterlagen des Standesamtes Schönbruch für die Jahre 1874 bis 1938 befinden heute sich im Standesamt der Kreisstadt Bartoszyce (Bartenstein), ältere Zivilstandsregister werden im Standesamt Górowo Iławeckie (Landsberg) aufbewahrt.

## Kirche
Die einstmals gotische Pfarrkirche wurde im 15. Jahrhundert erbaut. Nach Einzug der Reformation kam sie zur Inspektion Bartenstein, gehörte dann bis 1945 zum Kirchenkreis Friedland in der evangelischen Kirchenprovinz Ostpreußen der Kirche der Altpreußischen Union.

### Kirchspielorte bis 1945
Zum Kirchspiel Schönbruch gehörten die 32 Ortschaften (im Klammern die heutigen polnischen bzw. russischen Bezeichnungen):
| - Bonschen (Bąsze) - Bothoslust (Borzęty) - Dompendehl (Domarady) - Ferdinandsfelde (Gajek) - Gahlkeim (Gulkajmy) - Gertrudshof (Gierczyn) - Gomtehnen (Ganitajny) - Groß Poninken*) (Poniki) - Hirschwalde - Juditten (Judyty) - Klein Poninken (Poniki Małe) - Kobbern - Korittken (Korytki) - Lomp - Lapkeim (Łapkiejmy) - Louisenberg | - Park (Park) - Pelklack - Perkau*) (Parkoszewo) - Pöhlen (Верное - Wernoje) - Polkitten (Pełkity) - Rambsen (Ключевое – Kljutschewoje) - Redden (Пограничное – Pogranitschnoje) - Reinken, Mühle - Rettauen (Retowy) - Rockeln (Rogielkajmy) - Schönbruch*) (Szczurkowo bzw. Широкое – Schirokoje) - Sehmen (Солдатово – Soldatowo) - Tappelkeim - Trosienen (Trosiny) - Wicken (Климовка – Klimowka) - Woduhnkeim (Wodukajmy) |

Orte mit dem Zeichen *) waren Schulorte.
Das Kirchengebäude wurde 1945 stark zerstört und in den 1970er Jahren abgerissen. Die Pfarrei Schönbruch erlosch. Die Kirchenbücher von Schönbruch aus den Jahren zwischen 1795 und 1903 befinden sich heute im Staatsarchiv in Olsztyn (Allenstein), ggf. auch im Standesamt in Górowo Iławeckie (Landsberg).
Seit 1945 lebt in Szczurkowo eine überwiegend katholische Bevölkerung. Der Ort liegt im Einzugsbereich der Kirche in Bartoszyce (Bartenstein) im Dekanat Bartoszyce (Bartenstein) im Erzbistum Ermland der Katholischen Kirche in Polen. Hier lebende evangelische Kirchenglieder gehören zur Kirchengemeinde in Bartoszyce, einer Filialgemeinde von Kętrzyn (Rastenburg) in der Diözese Masuren der Evangelisch-Augsburgischen Kirche in Polen.
Schirokoje dagegen liegt heute im Einzugsbereich der evangelischen Gemeinde Domnowo (Domnau), die ihrerseits eine Filialgemeinde der Auferstehungskirche in Kaliningrad (Königsberg) ist, die zur Propstei Kaliningrad der Evangelisch-Lutherischen Kirche Europäisches Russland (ELKER) gehört.

### Pfarrer bis 1945
In Schönbruch waren seit der Reformation bis 1945 insgesamt 20 evangelische Geistliche tätig:
1. Urban Gesner, bis 1533
2. Johann Gernick, bis 1543
3. Martin Behm, um 1579
4. Michael Langbein, 1590–1596
5. Andreas Cäsar, 1596–1635
6. Michael Freyhube, 1632–1651
7. Melchior Harder, 1651–1654
8. Georg Jetzelius, 1654–1675
9. Christoph Zander, 1676–1709
10. Jacob Dicker, 1709–1744
11. David Friese, 1744–1770
12. Elias Friese, 1770–1806
13. Johann Wilhelm Böhnke, 1806–1835
14. Carl August Thal, 1835–1852
15. Gottlieb J. Corsepius, 1853–1891
16. Carl W.O. Corsepius, 1891–1911
17. Rudolf Macarius Vetter, 1911–1918
18. Rudolf Stern, 1919–1923
19. Rudolf Rothe, 1924–1929
20. Johann Hundsdörffer, 1929–1945.

## Heutige Situation

### Grenzteilung
Die russisch-polnische Grenze verläuft in ost-westlicher Richtung mitten durch den Ort. Die Grenzziehung hat zur Folge, dass die Straßenverbindung der einstigen deutschen Reichsstraße 142 Friedland (Ostpreußen)  – Deutsch Wilten – Schönbruch sich auf russischer Seite befindet, während die Straßenverbindung von Schönbruch weiter nach Bartenstein als Woiwodschaftsstraße 512 auf polnischer Seite liegt.

### Szczurkowo (südlicher Ortsteil)

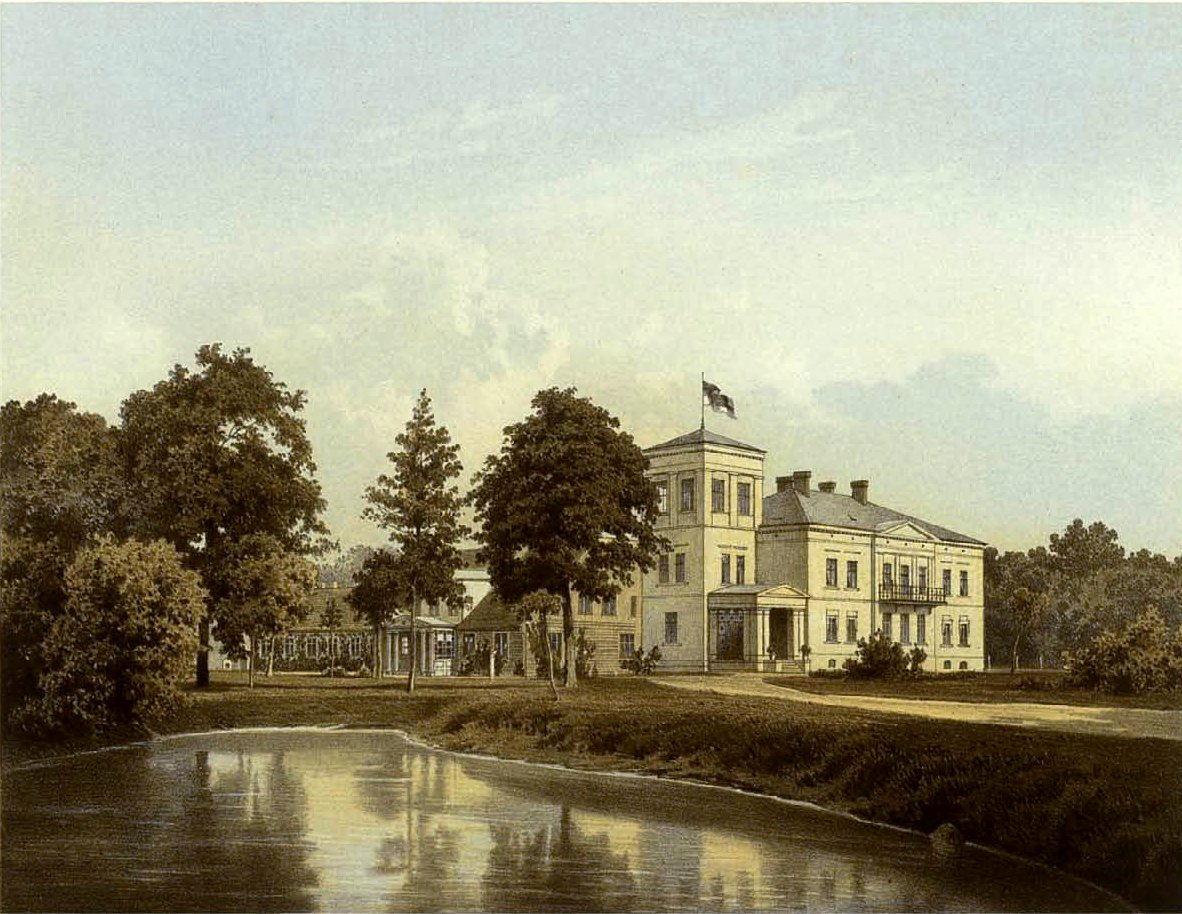
Schloss Schönbruch um 1869, Sammlung Alexander Duncker

Der südliche, polnische Teil Szczurkowo ist Ortsteil der Gmina Sępopol und weiterhin bewohnt.
- Gutshaus: Das Gutshaus, auch „Schloss“ genannt, war ursprünglich ein eingeschossiger klassizistischer Putzbau mit Säulenvorhalle und hochgezogener Mitte mit Dreiecksgiebel. Von 1823 bis 1871 gehörte es den von Korff, davor zum Gut Wicken. 1872 wurde es grundlegend umgebaut. Das Gebäude brannte bei Kriegsende 1945 ab, die Ruinen des Gutes wurden in den 1990er Jahren abgetragen.
- Molkerei: auch dieses Gebäude ist nicht mehr vorhanden.
- Gasthaus: auch dieses traditionsreiche Gebäude ist zerstört.
- Schule: die dicht an der Grenze liegende Schule ist heute ein Altersheim. Das Gebäude war 1936 errichtet worden und ist in gutem Zustand. Die Kinder im Dorfteil Szczurkowo besuchen heute die Schule in Sępopol.

### Schirokoje (nördlicher Ortsteil)
Der nördliche, russische Teil Schirokoje gehört zum Rajon Prawdinsk und ist ohne Zivilbevölkerung.
- Kirche: Das aus dem 15. Jahrhundert stammende Gotteshaus überstand den Krieg leicht beschädigt, wurde dann aber in den 1970er Jahren abgebrochen. Ruinenreste waren zu Beginn der 1990er Jahre noch vorhanden. Sie ließen das in den Jahren 1608 und 1687 nach Osten erweiterte Kirchenschiff und den vorgelegten Westturm noch erkennen, ebenso die im Norden angebaute Sakristei und die südlich angelegte Vorhalle mit Gruftgewölbe. Berühmt war die im Innern eingezogene flache Holzdecke mit den Szenen aus dem Leben Jesu. Im Jahr 1943 lichteten vom Reichspropagandaministerium beauftragte Fotografen die Bilder ab, die heute in 31 Farbdias im Münchener Zentralinstitut für Kirchengeschichte aufbewahrt werden. Die übrigen Ausstattungsgegenstände wie der Altar (1691), die Kanzel (um 1690), die Taufe (Anfang des 18. Jahrhunderts), die Orgel (1714), der Beichtstuhl (1699) und ein Lutherbild (um 1570) überstanden die Folgen eines Granateinschlags bzw. die Demolierungen in der Folgezeit nicht und wurden 1974 mit der Sprengung der Kirche durch russische Soldaten vernichtet. Das in der Vorhalle der Kirche stehende Epitaph, welches Georg von der Groeben mit seiner Ehefrau Dorothea, geborene von Lehndorff, darstellt, konnte im Jahr 2013 geborgen werden und wurde im Garten des Deutsch-Russischen Hauses in Kaliningrad aufgestellt.[3]
- Bahnhof: Seit 1911 hatte Schönbruch eine eigene Bahnstation an der Bahnstrecke zwischen Wehlau und Bartenstein, die 1916 bis nach Heilsberg verlängert wurde. 1945 wurden die Schienen zum Teil von deutschen Kriegsgefangenen als Reparationsleistung für die Sowjetunion abgebaut. Seitdem ist die Strecke stillgelegt. Während sämtliche aus deutscher Zeit stammenden Gebäude verschwunden sind, finden sich lediglich im Bahnhofsbereich nach 1945 errichtete Militärgebäude.
- Waisenhaus: Auch von diesem Gebäude gibt es lediglich noch Mauerreste.

### Straßenverkehr
Die Straßenverbindung vom südlichen in den nördlichen Teil (ehemalige Reichsstraße 142) ist unterbrochen, der nächste Grenzübergang befindet sich jetzt im ca. 15 km entfernten Bezledy an der polnischen Landesstraße DK 51 bzw. Bagrationowsk an der russischen A 195.

## Söhne und Töchter der Stadt
- Emanuel von Korff (1826–1903), preußischer Offizier und Reiseschriftsteller
- Otto von Bolschwing (1909–1982), SS-Hauptsturmführer und CIA-Agent